# Operation Ground and Pound
«Operation Ground and Pound» es la cuarta pista del grupo de Power Metal DragonForce, Inhuman Rampage. La pista fue el segundo video musical que sería estrenada por la banda, aunque al igual que con Through the Fire and Flames , la canción se edita para reducir el tiempo de ejecución de alrededor de 5 minutos en comparación con la versión del álbum de cerca de 8 minutos.
El 21 de agosto de 2008 se hizo disponible como descarga para jugar en Guitar Hero III: Legends of Rock junto a Revolución Deathsquad y Heroes of Our Time. La canción también fue agregada a la de Rock Band 3 catálogo de contenido descargable el 29 de marzo de 2011.

## Video
El video musical muestra a la banda tocando en un mundo extraño, como un enorme espacio en buques de guerra vuelan sobre la cabeza golpeando el suelo con rayos (algunas fotos son una reminiscencia de la tapa de Sonic Firestorm ). Se inicia con el micrófono volando hacia ZP cuando la guitarra empieza. Al igual que Through the Fire and Flames video musical, sus ojos no se abren hasta que la canción comienza. Durante el dúo, los guitarristas Sam Totman y Herman Li se muestran en un juego de guitarra en un motor de la PC mientras duelo en la pantalla (Herman Li es el vencedor). De una sola vez durante el dúo, Theart cantante ZP puede ser visto bebiendo lo que parece ser el café de una espuma de poliestireno taza de café frente a una pantalla verde , con aspecto aburrido y encogiéndose de hombros. Al final, vuelve a la banda tocando todo, tiempo durante el cual los efectos especiales siguen, con los acorazados de estrellarse contra el suelo. Justo antes del final, algunas partes se muestran al revés y el cielo del planeta está de vuelta a la normalidad, y la escena se vuelve más tranquilo. Al comienzo del video, Sam Totman se muestra con un Jackson Randy Rhoads, pero durante el duelo guitarra solista, se le ve con un hombre de hielo. Se cree que este es el prototipo de su modelo de la firma posteriormente puesto en libertad, se ve en los héroes de nuestro tiempo (aunque la guitarra en el video es de color negro, en comparación con el modelo de la firma, que es blanco).